# Collegio uninominale Lazio 1 - 11
Il collegio elettorale uninominale Lazio 1 - 11 è stato un collegio elettorale uninominale della Repubblica Italiana per l'elezione della Camera dei deputati tra il 2017 ed il 2022.

## Territorio
Come previsto dalla legge elettorale italiana del 2017, il collegio era stato definito tramite decreto legislativo all'interno della circoscrizione Lazio 1.
Era formato da parte del territorio del comune di Roma (Suburbio Gianicolense, Suburbio Aurelio, Zona Casalotti, Suburbio Trionfale, Quartiere Primavalle e Zona La Pisana).
Il collegio era parte del collegio plurinominale Lazio 1 - 02.

## Eletti
| Elezione | Elezione | Deputato        | Partito             |
| -------- | -------- | --------------- | ------------------- |
|          | 2018     | Emanuela Del Re | Movimento 5 Stelle  |
|          | 2021 (S) | Andrea Casu     | Partito Democratico |

## Dati elettorali

### XVIII legislatura
Come previsto dalla legge elettorale, 232 deputati erano eletti con sistema a maggioranza relativa in altrettanti collegi uninominali a turno unico.
| Candidati              | Candidati                 | Voti    | %     | Liste                                | Voti    | %     |
| ---------------------- | ------------------------- | ------- | ----- | ------------------------------------ | ------- | ----- |
|                        | Emanuela Del Re ✔️ Eletto | 39 550  | 34,06 | Movimento 5 Stelle                   | 39 550  | 34,06 |
|                        | Pasquale Calzetta         | 38 226  | 32,92 | Lega                                 | 13 876  | 11,95 |
| Forza Italia           | Pasquale Calzetta         | 38 226  | 32,92 | 12 610                               | 10,86   |       |
| Fratelli d'Italia      | Pasquale Calzetta         | 38 226  | 32,92 | 10 974                               | 9,45    |       |
| Noi con l'Italia - UDC | Pasquale Calzetta         | 38 226  | 32,92 | 766                                  | 0,66    |       |
|                        | Cristina Maltese          | 27 704  | 23,86 | Partito Democratico                  | 22 929  | 19,75 |
| +Europa                | Cristina Maltese          | 27 704  | 23,86 | 3 970                                | 3,42    |       |
| Italia Europa Insieme  | Cristina Maltese          | 27 704  | 23,86 | 441                                  | 0,38    |       |
| Civica Popolare        | Cristina Maltese          | 27 704  | 23,86 | 364                                  | 0,31    |       |
|                        | Alessandra Belloccio      | 4 447   | 3,83  | Liberi e Uguali                      | 4 447   | 3,83  |
|                        | Simone Montagna           | 2 092   | 1,80  | CasaPound                            | 2 092   | 1,80  |
|                        | Paola Galiano             | 1 833   | 1,58  | Potere al Popolo!                    | 1 833   | 1,58  |
|                        | Livia Cianni              | 689     | 0,59  | Il Popolo della Famiglia             | 689     | 0,59  |
|                        | Eleonora D'Antoni         | 644     | 0,55  | Partito Comunista                    | 644     | 0,55  |
|                        | Ramona Castellino         | 399     | 0,34  | Italia agli Italiani                 | 399     | 0,34  |
|                        | Stefano Benedikter        | 226     | 0,19  | 10 Volte Meglio                      | 226     | 0,19  |
|                        | Carlo Grossi              | 114     | 0,10  | Lista del Popolo per la Costituzione | 114     | 0,10  |
|                        | Chiara Mazzanti           | 101     | 0,09  | Per una Sinistra Rivoluzionaria      | 101     | 0,09  |
|                        | Alessia Fersini           | 81      | 0,07  | Blocco Nazionale per le Libertà      | 81      | 0,07  |
| Totale                 | Totale                    | 116 106 | 100   |                                      | 116 106 | 100   |
|                        |                           |         |       |                                      |         |       |
| Voti non validi        | Voti non validi           | 3 450   | 2,89  |                                      |         |       |
| Votanti                | Votanti                   | 119 556 | 70,04 |                                      |         |       |
| Elettori               | Elettori                  | 170 706 |       |                                      |         |       |

#### Elezioni suppletive
|                               | Andrea Casu ✔️ Eletto | Partito Democratico                               | 32 736  | 43,47 |  |  |  |  |  |
|                               | Pasquale Calzetta     | Lega - Forza Italia - UDC-NcI - Fratelli d'Italia | 28 276  | 37,55 |  |  |  |  |  |
|                               | Danilo Ballanti       | Partito Comunista                                 | 4 983   | 6,62  |  |  |  |  |  |
|                               | Luca Palamara         | Lista Palamara                                    | 4 463   | 5,93  |  |  |  |  |  |
|                               | Giampaolo Bocci       | Italexit                                          | 3 033   | 4,03  |  |  |  |  |  |
|                               | Giovanni Cocco        | Partito Liberale Europeo - Rinascimento           | 1 815   | 2,41  |  |  |  |  |  |
| Totale                        | Totale                | Totale                                            | 75 306  | 100   |  |  |  |  |  |
|                               |                       |                                                   |         |       |  |  |  |  |  |
| Voti non validi               | Voti non validi       | Voti non validi                                   | 15 374  | 16,95 |  |  |  |  |  |
| Votanti                       | Votanti               | Votanti                                           | 90 680  | 44,40 |  |  |  |  |  |
| Elettori                      | Elettori              | Elettori                                          | 204 245 |       |  |  |  |  |  |
|                               |                       |                                                   |         |       |  |  |  |  |  |
| Data: 3-4 ottobre 2021        |                       |                                                   |         |       |  |  |  |  |  |
| Fonte: Ministero dell'interno |                       |                                                   |         |       |  |  |  |  |  |